# Zeil am Main
Zeil am Main (nome ufficiale: Zeil a. Main) è una città tedesca di 5 631 abitanti, situata nel Land della Baviera.